# صن برايري
صن برايري (ويسكونسن) (بالإنجليزية: Sun Prairie, Wisconsin)‏ هي مدينة و third-class city تقع في الولايات المتحدة في مقاطعة دان (ويسكونسن). يقدر عدد سكانها بـ 29,441 نسمة ومساحتها 31.73 كم2 وترتفع عن سطح البحر 299.93 متر.

## التركيبة السكانية
قام مكتب تعداد الولايات المتحدة بتحديد بيانات التركيبة السكانية لصن برايريفي تعداد الولايات المتحدة. في ما يلي، التركيبة السكانية حسب تعدادي 2000 و2010.

### تعداد عام 2000
بلغ عدد سكان صن برايري 20,369 نسمة بحسب تعداد عام 2000، وبلغ عدد الأسر 7,881 أسرة وعدد العائلات 5,437 عائلة مقيمة في المدينة. في حين سجلت الكثافة السكانية 2,133.7 نسمة لكل ميل مربع (823.8/كم2). وبلغ عدد الوحدات السكنية 8,198 وحدة بمتوسط كثافة قدره 858.8 نسمة لكل ميل مربع (331.6/كم2).
وتوزع التركيب العرقي للمدينة بنسبة 92.68% من البيض و 0.29% من الأمريكيين الأصليين و 1.34% من الأمريكيين ذوي الأصول الآسيوية و 0.03% من سكان جزر المحيط الهادئ و 3.10% من الأمريكيين الأفارقة و 1.58% من عرقين مختلطين أو أكثر.
بلغ عدد الأسر 7,881 أسرة كانت نسبة 38.3% منها لديها أطفال تحت سن الثامنة عشر تعيش معهم، وبلغت نسبة الأزواج القاطنين مع بعضهم البعض 54.6% من أصل المجموع الكلي للأسر، ونسبة 10.7% من الأسر كان لديها معيلات من الإناث دون وجود شريك، وكانت نسبة 31.0% من غير العائلات. تألفت نسبة 23.8% من أصل جميع الأسر من أفراد ونسبة 7.4% كانوا يعيش معهم شخص وحيد يبلغ من العمر 65 عاماً فما فوق. وبلغ متوسط حجم الأسرة المعيشية 3.07، أما متوسط حجم العائلات فبلغ 2.56.
بلغ العمر الوسطي للسكان 33 عاماً. وكانت نسبة 28.5% من القاطنين تحت سن الثامنة عشر، وكانت نسبة 8.6% بين الثامنة عشر والأربعة وعشرون عاماً، ونسبة 33.7% كانت واقعةً في الفئة العمرية ما بين الخامسة والعشرون حتى والأربعة وأربعون عاماً، ونسبة 19.8% كانت ما بين الخامسة والأربعون حتى الرابعة والستون، ونسبة 9.3% كانت ضمن فئة الخامسة والستون عاماً فما فوق. يوجد لكل 100 أنثى 92.8 ذكر، ويوجد لكل 100 أنثى في الثامنة عشر من عمرها فما فوق 89.0 ذكر.
بلغ متوسط دخل الأسرة في المدينة 51,345 دولار، أما متوسط دخل العائلة فبلغ 61,197 دولار. وكان متوسط دخل الذكور 40,510 دولار مقابل 28,786 دولار للإناث. وسجل دخل الفرد الخاص بالمدينة 23,277 دولار. وكانت نسبة 3.8% من العائلات ونسبة 4.4% من السكان تحت خط الفقر، وكان من هؤلاء نسبة 6.1% تحت سن الثامنة عشر ونسبة 5.3% في الخامسة والستين من العمر وما فوق.

### تعداد عام 2010
بلغ عدد سكان صن برايري 29,364 نسمة بحسب تعداد عام 2010، وبلغ عدد الأسر 11,636 أسرة وعدد العائلات 7,641 عائلة مقيمة في المدينة. في حين سجلت الكثافة السكانية 2,401.0 نسمة لكل ميل مربع (927.0/كم2). وبلغ عدد الوحدات السكنية 12,413 وحدة بمتوسط كثافة قدره 1,015.0 لكل ميل مربع (391.9/كم2).
وتوزع التركيب العرقي للمدينة بنسبة 85.4% من البيض و 0.3% من الأمريكيين الأصليين و 3.7% من الأمريكيين ذوي الأصول الآسيوية و 6.1% من الأمريكيين الأفارقة و 3.0% من عرقين مختلطين أو أكثر.
بلغ عدد الأسر 11,636 أسرة كانت نسبة 37.7% منها لديها أطفال تحت سن الثامنة عشر تعيش معهم، وبلغت نسبة الأزواج القاطنين مع بعضهم البعض 50.1% من أصل المجموع الكلي للأسر، ونسبة 11.5% من الأسر كان لديها معيلات من الإناث دون وجود شريك، بينما كانت نسبة 4.1% من الأسر لديها معيلون من الذكور دون وجود شريكة وكانت نسبة 34.3% من غير العائلات. تألفت نسبة 26.1% من أصل جميع الأسر من أفراد ونسبة 7.6% كانوا يعيش معهم شخص وحيد يبلغ من العمر 65 عاماً فما فوق. وبلغ متوسط حجم الأسرة المعيشية 3.08، أما متوسط حجم العائلات فبلغ 2.51.
بلغ العمر الوسطي للسكان 33.3 عاماً. وكانت نسبة 27.9% من القاطنين تحت سن الثامنة عشر، وكانت نسبة 7.5% بين الثامنة عشر والأربعة وعشرون عاماً، ونسبة 32.8% كانت واقعةً في الفئة العمرية ما بين الخامسة والعشرون حتى والأربعة وأربعون عاماً، ونسبة 22.9% كانت ما بين الخامسة والأربعون حتى الرابعة والستون، ونسبة 8.9% كانت ضمن فئة الخامسة والستون عاماً فما فوق. وتوزع التركيب الجنسي للسكان بنسبة 48.5% ذكور و51.5% إناث.